# 低埔 (東涌)
低埔新村（英語： 或 Tei Po New Village）是一條位於香港大嶼山東涌的鄉村。它是原低埔村附近的一條安置鄉村（resettlement village）。

## 行政區劃
低埔是新界小型屋宇政策下其中一條認可鄉村。

## 歷史
1955年，奧斯汀·科茨將這些鄉村描述為位於東涌谷（main Tung Chung Valley）以東的一個小沿海鄉村，其歷史可追溯至租借新界的首十年。據許舒在1957－1958年間報告稱，該村人口為38人。

## 外部連結
- 居民代表選舉低埔（東涌）的劃定現有鄉村範圍（2019－2022年）
- 居民代表選舉低埔（東涌）現有鄉村範圍的劃定界線（2023－2026年）

22°16′47″N 113°56′28″E / 22.27962°N 113.94118°E